# Sojuz TM-28
La Sojuz TM-28 è stata la 37ª missione verso la stazione spaziale russa Mir.

## Equipaggio
| Ruolo                  | Equipaggio al lancio                          | Equipaggio all'atterraggio                    |
| ---------------------- | --------------------------------------------- | --------------------------------------------- |
| Comandante             | Gennadij Padalka, Roscosmos Mir 26 Primo volo | Gennadij Padalka, Roscosmos Mir 26 Primo volo |
| Ingegnere di volo      | Sergej Avdeev, Roscosmos Mir 26/27 Terzo volo | Ivan Bella Primo volo                         |
| Cosmonauta ricercatore | Jurij Baturin, Roscosmos Primo volo           | —                                             |

### Equipaggio di riserva
| Ruolo                  | Equipaggio                  | Equipaggio                  |
| ---------------------- | --------------------------- | --------------------------- |
| Comandante             | Sergej Zalëtin, Roscosmos   | Sergej Zalëtin, Roscosmos   |
| Ingegnere di volo      | Aleksandr Kaleri, Roscosmos | Aleksandr Kaleri, Roscosmos |
| Cosmonauta ricercatore | Oleg Kotov, Roscosmos       | Oleg Kotov, Roscosmos       |

## Parametri della missione
- Perigeo: 190 km
- Apogeo: 237,7 km
- Inclinazione: 51,64°
- Periodo: 1 ora, 28 minuti e 30 secondi